# The Power of Love (Frankie Goes to Hollywood)
"The Power of Love" är den tredje singeln från den brittiska gruppen Frankie Goes to Hollywood. Singeln släpptes den 19 november 1984 och återfinns på albumet Welcome to the Pleasuredome.
Liksom de två första singlarna, "Relax" och "Two Tribes", nådde "The Power of Love" Englandslistans förstaplats. I Sverige nådde The Power of Love singellistans trettondeplats.
Musikvideon till låten är regisserad av Godley & Creme. Den har Jesu födelse som tema. I den ursprungliga versionen bestod hela videon av en bildsättning av Jesu födelse, men i senare versioner finns bilder på bandet inklippta. En återkommande textrad är ”Make love your goal”.

## Låtförteckning
1. "The Power of Love" (7" mix) (5:27)
2. "The World is My Oyster" (7" mix) (4:13)